# Mercedes-Benz GLA-класс
Mercedes-Benz GLA-класс (от немец. G – Geländwagen (внедорожник); L  – Lang; A – «A-class») — люксовый мини-кроссовер, выпускающийся немецкой компанией Mercedes-Benz с декабря 2013 года в Европе. Был представлен на Франкфуртском автосалоне 2013 года.
В ноябре 2013 года автомобиль был номинирован на звание «Лучший автомобиль года в мире».

## Появление

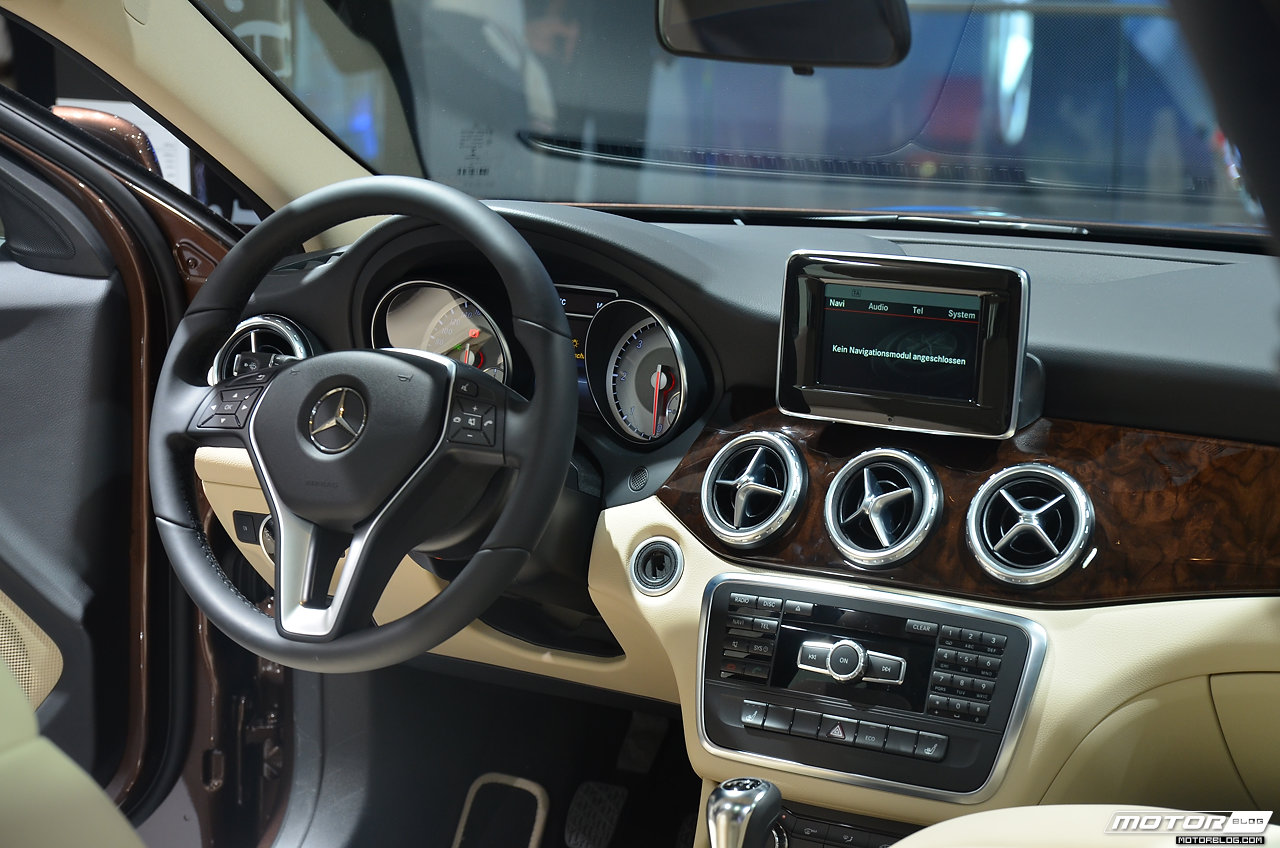
Интерьер

Первая информация о возможном появлении маленького кроссовера в линейке автомобилей Mercedes-Benz появилась в сети ещё в июле 2008 года. Через несколько дней в немецком журнале Autozeitung были показаны возможные рисунки нового автомобиля. Затем слухи утихли, и только через 4 года, в мае 2012 года, немецкий журнал AutoBild опубликовал информацию о новом кроссовере. В июле Mercedes-Benz подтвердили информацию, что будут выпускать кроссовер на базе Mercedes-Benz A-класса. Однако компания не подтвердила, как именно будет называться кроссовер; автомобильные журналы предполагали, что названием будет GLG или GLA. В сентябре 2012 года компания начала тестировать новый автомобиль. В конце 2012 года фотошпионы засняли закамуфлированный кроссовер. В апреле 2013 года компания показала официальные изображения автомобиля, а также подтвердила имя — GLA. На Шанхайском автосалоне был показан концепт кроссовера. В июле 2013 года проходили финальные тесты автомобиля.

## Технические характеристики

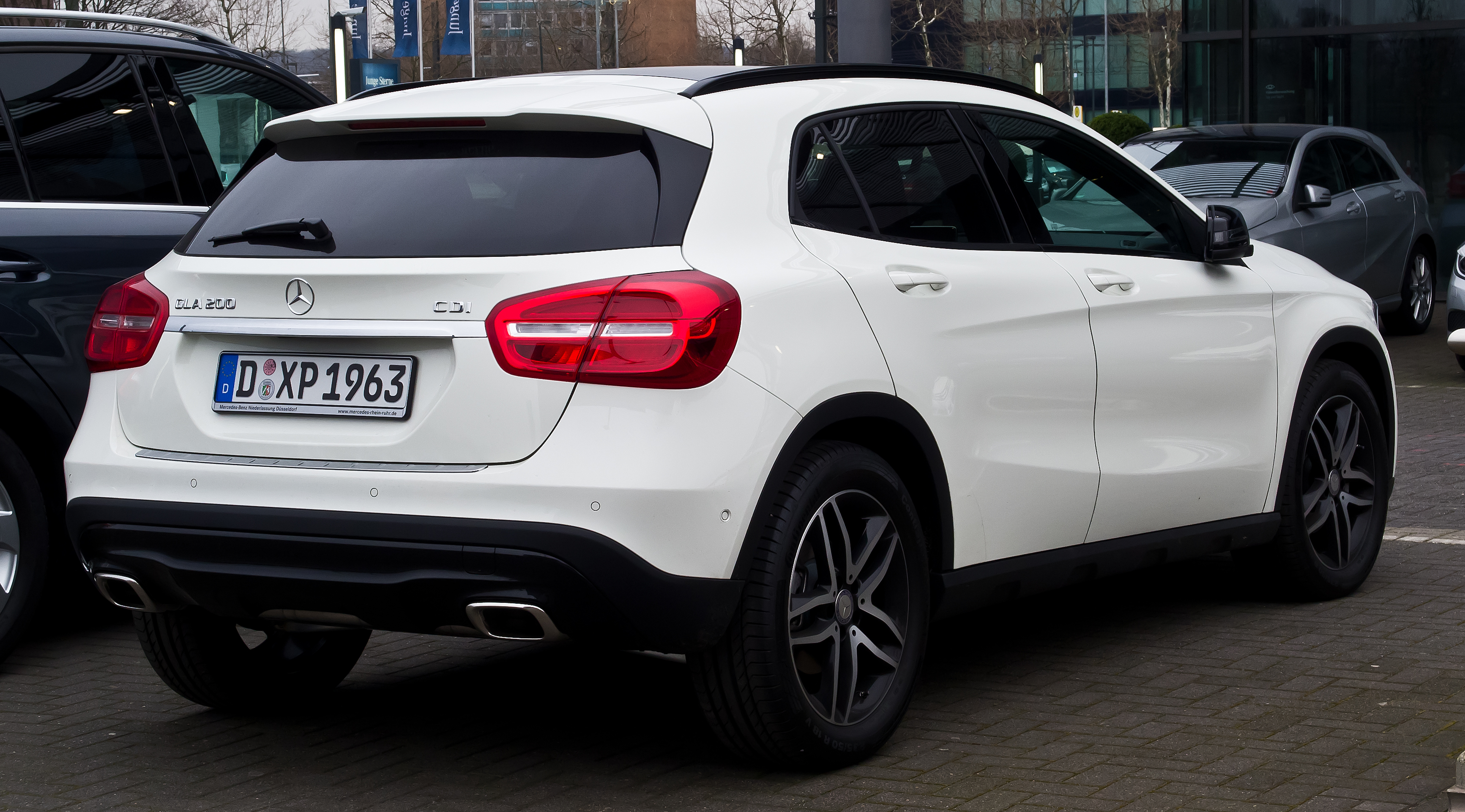
Вид сзади

X156 имеет на выбор 3 четырёхцилиндровых турбированных двигателя: два бензиновых, один объёмом 1,6 (156 л. с.) и 2 литра (211 л. с.), а также 1 дизельный 2,2-литровый двигатель, имеющий 2 модификации: 136 и 170 лошадиных сил. Они могут комплектоваться 6-ступенчатой механической или семидиапазонным преселективным «роботом» 7G-DCT (базовое оснащение для GLA 250, GLA 220 CDI и модификаций с полным приводом 4MATIC), 1,6-литровый и 2,2-литровый мощностью 136 л. с. могут оборудоваться только механической. На выбор доступны передний или полный привод 4MATIC (обычная 1,6-литровая версия имеет только передний привод).
В базовой комплектации автомобиль имеет системы безопасности: антиблокировочная, антипробуксовочная, экстренного торможения, предупреждения столкновений, контроля степени усталости водителя, электронную систему стабилизации, а также передние, боковые, коленная и оконные подушки безопасности и активный капот. Опционно доступны система облегчения парковки, адаптивный круиз-контроль, камера заднего вида, система предупреждения водителя о съезде с полосы, контроль слепых зон и системы распознавания дорожных знаков и превентивной безопасности. Полноприводные версии имеют систему помощи при спуске и программу движения по бездорожью, которая притупляет педаль газа и держит у трансмиссии низшие передачи.
Из систем комфортабельности в базовой комплектации автомобиль имеет дисплей CENTRAL MEDIA, аудиосистему с CD, складываемые задние сиденья (40:60) и многофункциональный руль, из опций присутствуют поясничная поддержка, электропривод сидений и задней двери, панорамная крыша, биксеноновые фары, обогрев передних сидений и автономная система вентиляции, а также навигационная система и Bluetooth. Линий исполнения 3: Style, Urban и AMG.
- Передняя подвеска — независимая, типа Макферсон, пружинная
- Задняя подвеска — независимая, многорычажная, пружинная
- Рулевое управление — электроусилитель руля
- Передние тормоза — дисковые, вентилируемые
- Задние тормоза — дисковые

## GLA 45 AMG

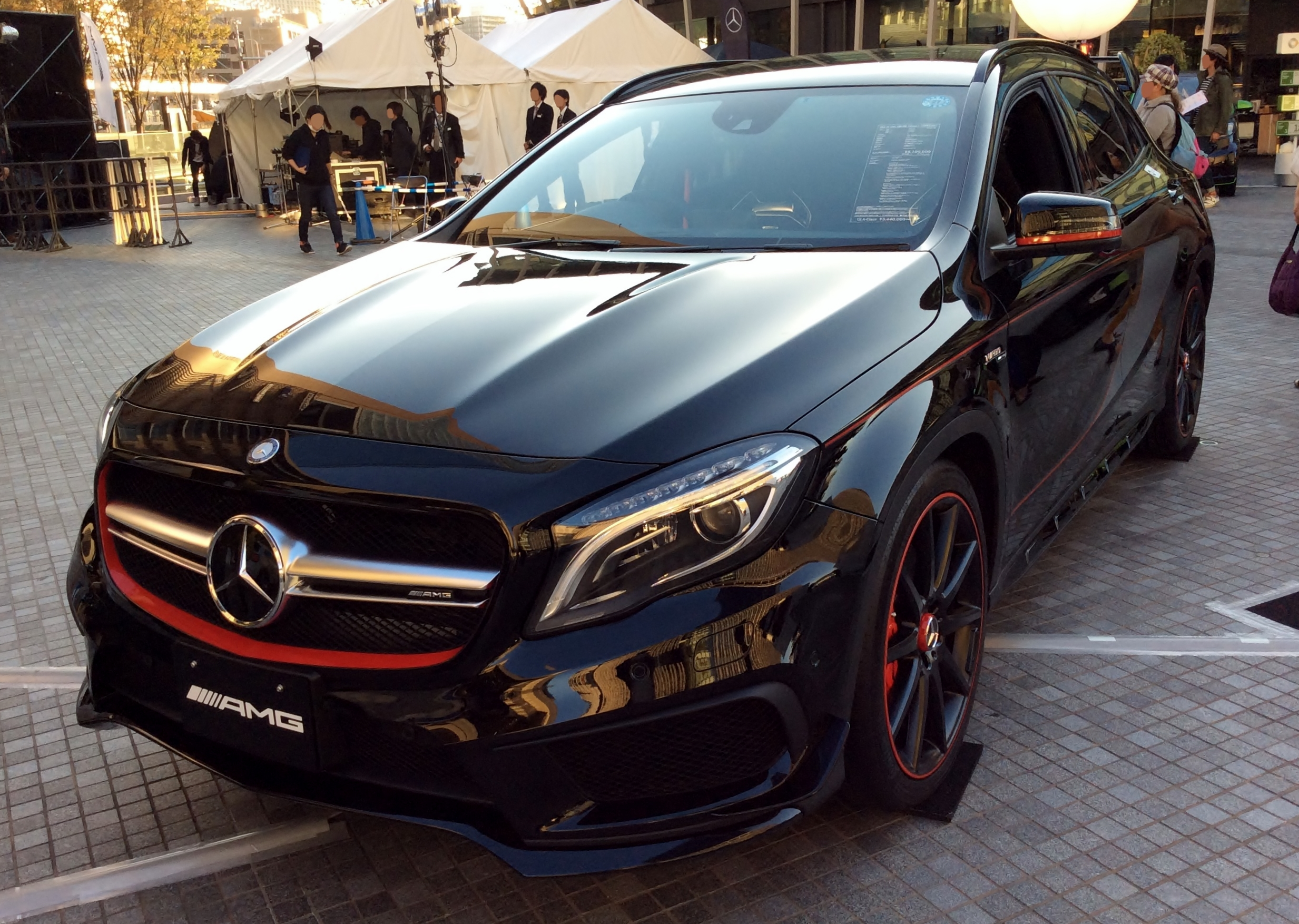
GLA 45 AMG Edition 1

Заряжённая версия кроссовера была анонсирована компанией в ноябре 2013 года. Она имеет 2-литровый битурбобензиновый двигатель мощностью 360 л. с., 7-ступенчатую автоматическую коробку передач SPEEDSHIFT DCT с двумя сцеплениями и полный привод. От обычной версии GLA 45 AMG отличается аэродинамическим обвесом с передними сплиттерами, большими воздухозаборниками, задним спойлером, сдвоенными патрубками выхлопной системы и увеличенными 21-дюймовыми дисками с низкопрофильной резиной. Версия была показана на Североамериканском автомобильном автосалоне в Детройте.

## Безопасность
Автомобиль прошел тест Euro NCAP в 2014 году:
| Euro NCAP                                                                           | Euro NCAP | Euro NCAP | Euro NCAP             |
| ----------------------------------------------------------------------------------- | --------- | --------- | --------------------- |
| · общий рейтинг                                                                     |           |           |                       |
| 96%                                                                                 | 88%       | 67%       | 70%                   |
| взрослый пассажир                                                                   | ребёнок   | пешеход   | активная безопасность |
| Протестированная модель: Mercedes-Benz GLA-Class GLA200 CDI 'Urban' 4x2, LHD (2014) |           |           |                       |